# 内田宜人
内田 宜人（うちだ よしと、1926年4月 - 2016年）は、昭和から平成時代の労働運動家。中学校教師。元東京都教職員組合（都教組）墨田支部長。

## 経歴
鳥取県で生まれ、東京で育つ。東京府東京市泰明尋常小学校、東京府立第一中学校卒。1944年第一高等学校の受験に失敗し、鳥取県の国民学校の助教となる。1945年徴兵。
1952年早稲田大学第一文学部仏文科卒業。同年より東京都墨田区の公立中学校教員。1987年定年退職。この間、東京都教職員組合（都教組）墨田支部長、都教組本部執行委員、東京地方労働組合評議会（東京地評）常任幹事、東京都同和教育研究協議会会長、全国同和教育研究協議会副委員長を務め、勤評反対闘争、主任制反対闘争、部落解放教育、平和教育などに熱心に取り組んだ。

## 人物
- 1957年以来[7]、長年にわたって墨田区教職員組合（墨田教組）の委員長を務めた[3]。
- 東京の勤評闘争を理論と運動の両面で主導した[8]。勤評闘争当時、都教組の中で最年少の支部長だった[3]。
- 60年安保闘争後、東京地評の竹内基浩、由井格らと非日共系左派の活動家を集めて「労働者同盟」を結成、「東京労働戦線連絡会議」に発展させた[9]。
- 「活動家集団 思想運動」が主催するHOWS（本郷文化フォーラムワーカーズスクール）講師[10]。

## 著書
- 『教育労働運動の進路』（土曜美術社、1977年）
- 『ある勤評反対闘争史――教育労働運動論への試みと証言』（新泉社、1979年／績文堂出版、2009年）
- 『部署にありし日』（伸樹社、1987年）
- 『戦後の果ての秋――内田宜人歌集』（短歌新聞社、1998年）
- 『「遺聞」市川・船橋戊辰戦争――若き日の江原素六 江戸・船橋・沼津』（崙書房出版、1999年）
- 『戦後より』（績文堂出版、2001年）
- 『雲州三沢紀行』（私家版、2003年）
- 『戦後教育労働運動史論――わたしの日教組光と影』（績文堂出版、2004年）
- 『土屋文明――その昭和史の風景』（績文堂出版、2009年）

## 関連文献
- 大森直樹『大震災でわかった学校の大問題――被災地の教室からの提言』小学館（小学館101新書）、2011年
- 大森直樹『道徳教育と愛国心――「道徳」の教科化にどう向き合うか』岩波書店、2018年